# Noces d'or
Noces d'or és el nom amb què es coneix el cinquantè aniversari d'un casament. Venen després de les noces de plata (25 anys) i abans de les noces de diamant (60 anys).